# Falafel (pel·lícula)
Falafel (àrab: فلافل, Falāfil) és una pel·lícula libanesa del 2006 escrita i dirigida per Michel Kammoun. Es va estrenar mundialment el 16 de setembre de 2006 a l'Ayam Beirut Festival. És el primer llargmetratge de Kammoun i va ser produït per Elle Kensington.

## Argument
Una tarda d'estiu a Beirut. La vida de Toufic, un jove libanès, i les seves passejades nocturnes. Entre la seva família, amics i amors, intenta passar els dies de la seva vida, a través dels plaers i l'entreteniment. Per a ell, cada segon és el més important. Aviat descobreix que tenir una vida normal, en aquest país, és un luxe. Quinze anys després d'haver acabat la guerra, un volcà està adormit a cada cantonada, com una bomba de temps que està a punt per explotar… Aquesta nit serà cabdal en la vida del jove.

## Repartiment
- Elie Mitri (Toufic)
- Gabrielle Bou Rached (Yasmin)
- Said Serhan
- Issam Bou Khaled (Abboudi)
- Michel El Hourany (Nino)
- Aouni Kawas (Jo)
- Hiam Abou Chedid
- Rafic Ali Ahmad
- Roger Assaf
- Fadi Abi Samra
- Maryann Capasso
- Nate Lord
- Gregory Funaro
- Joanna Grigas
- Darren Greaney (Green Machine)
- Christian Velud (ell mateix)

## Recepció
Deborah Young, de Variety, la va descriure com «una introducció fàcil al nou cinema libanès… crònica del buit del país després de la guerra civil amb un toc lleuger mentre passa entre el divertiment lúdic i la foscor al límit de la violència».
Ressenyes
- Cinebel (Bèlgica)
- Euromedcafe Arxivat 2016-03-03 a Wayback Machine.
- Flickfilosopher (USA)
- Kino-zeit (Alemanya)
- Le Monde (França)
- Les Inrocks (França)
- Liberation (França)

## Premis
- Bayard d'or a la millor pel·lícula, Festival International de Cinema Francòfon de Namur de 2006[3]
- Bayard d'or a la millor pel·lícula, Festival International de Cinema Francòfon de Namur de 2006[3]
- Silver Muhr a la millor pel·lícula, Festival Internacional de Cinema de Dubai, EAU 2007[4]
- Premi del Públic, Festival Internacional de Cinema de Lille, França, 2007
- Premi a la millor primera pel·lícula, Festival de cinema àrab de Rotterdam, Països Baixos, 2007
- Palmera de Bronze a la millor pel·lícula, XXVIII edició de la Mostra de València, 2007[5]